# Placochelys
Placochelys is een uitgestorven geslacht van reptielen, uit de familie Cyamontidae, een groep schildpadachtige Placodontia, die leefde in het Trias. Vondsten ervan zijn in Duitsland gedaan. Placochelys wordt gekenmerkt door zijn schildpadachtige voorkomen. Het reptiel was goed aangepast aan het leven in de door Nothosauriërs bevolkte zeeën van het Trias.

## Kenmerken
Placochelys was ongeveer 90 centimeter lang en ook ongeveer zo breed. In tegenstelling tot de eerder levende Placodus, een nauw aan Placochelys verwant geslacht, had Placochelys geen rank en schildloos lichaam. Het rugschild van Placochelys was bedekt met een patroon van knobbels, die tezamen een schild vormden. De staart van Placochelys was relatief kort, een ander kenmerk waarin Placochelys van Placodus verschilde.

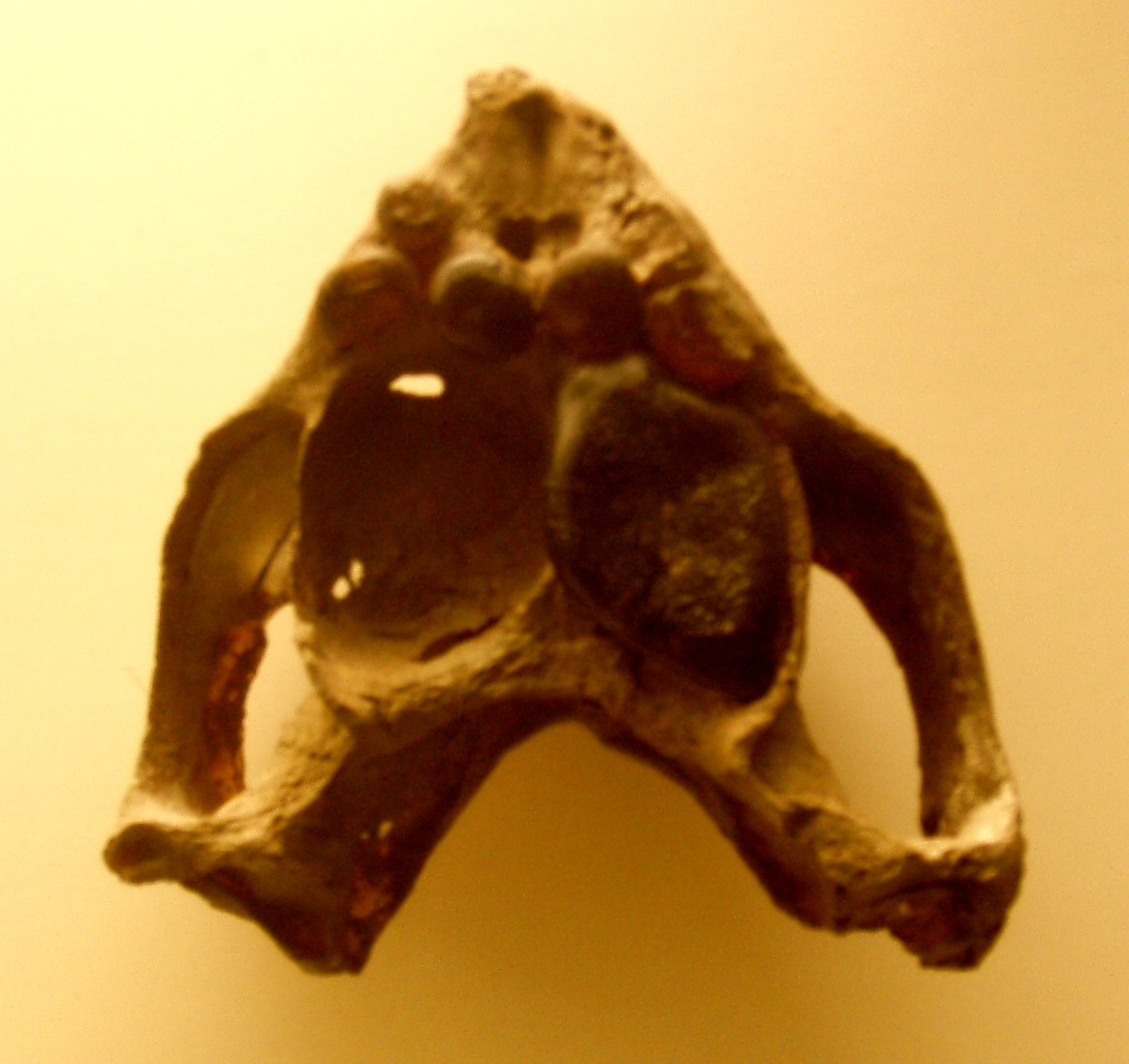
Placochelys placodonta

 De kop van Placochelys verraadt de verwantschap in eetgewoonten met Placodus, namelijk het eten van schelpdieren. De voortanden waren in de loop van de evolutie geleidelijk verdwenen, maar de hoornige kaak was nog capabel genoeg om de schelpen van weekdieren van de zeebodem los te wrikken, om ze vervolgens op te eten.
Achter op de kaak en een stuk van het verhemelte van Placochelys bevonden zich de relatief brede kraaktanden.
De ledematen van Placochelys waren gevormd als peddels, zoals ook bij de moderne zeeschildpadden het geval is. Toch had Placochelys in tegenstelling tot de moderne zeeschildpadden nog goed zichtbare tenen.